# Campeonato Europeo de Patinaje Artístico sobre Hielo de 2015
El CVI Campeonato Europeo de Patinaje Artístico sobre Hielo se celebró en Estocolmo (Suecia) del 26 de enero al 1 de febrero de 2015 bajo la organización de la Unión Internacional de Patinaje sobre Hielo (ISU) y la Federación Sueca de Patinaje sobre Hielo.
Las competiciones se realizaron en el Ericsson Globe de la capital sueca.

## Calendario
- Hora local de Estocolmo (UTC+1).

| Programa corto | Programa libre |

| Fecha | Hora  | Evento            |
| ----- | ----- | ----------------- |
| 28.01 | 11:05 | Masculino         |
| 28.01 | 17:55 | Danza sobre hielo |
| 29.01 | 11:00 | Femenino          |
| 29.01 | 18:30 | Danza sobre hielo |
| 30.01 | 14:00 | Parejas           |
| 30.01 | 18:00 | Masculino         |
| 31.01 | 12:00 | Femenino          |
| 01.02 | 10:35 | Parejas           |

## Resultados

### Masculino
| Puesto | Nombre           | País   | Puntos |
| ------ | ---------------- | ------ | ------ |
| Oro    | Javier Fernández | España | 262,49 |
| Plata  | Maxim Kovtun     | Rusia  | 235,68 |
| Bronce | Serguéi Vóronov  | Rusia  | 233,05 |

### Femenino
| Puesto | Nombre                  | País  | Puntos |
| ------ | ----------------------- | ----- | ------ |
| Oro    | Yelizaveta Tuktamýsheva | Rusia | 210,40 |
| Plata  | Yelena Radiónova        | Rusia | 209,54 |
| Bronce | Anna Pogorilaya         | Rusia | 191,81 |

### Parejas
| Puesto | Nombre                                 | País  | Puntos |
| ------ | -------------------------------------- | ----- | ------ |
| Oro    | Yuko Kavaguti / Alexandr Smirnov       | Rusia | 207,67 |
| Plata  | Kséniya Stolbova / Fiódor Klimov       | Rusia | 201,11 |
| Bronce | Yevguéniya Tarásova / Vladímir Morózov | Rusia | 183,02 |

### Danza sobre hielo
| Puesto | Nombre                                  | País    | Puntos |
| ------ | --------------------------------------- | ------- | ------ |
| Oro    | Gabriella Papadakis / Guillaume Cizeron | Francia | 179,77 |
| Plata  | Anna Cappellini / Luca Lanotte          | Italia  | 171,52 |
| Bronce | Alexandra Stepanova / Ivan Bukin        | Rusia   | 160,95 |

## Medallero
| Núm. | País    | Oro | Plata | Bronce | Total |
| ---- | ------- | --- | ----- | ------ | ----- |
| 1    | Rusia   | 2   | 3     | 4      | 9     |
| 2    | España  | 1   | 0     | 0      | 1     |
| 2    | Francia | 1   | 0     | 0      | 1     |
| 4    | Italia  | 0   | 1     | 0      | 1     |
|      | TOTAL   | 4   | 4     | 4      | 12    |